# 2908 Shimoyama
2908 Shimoyama је астероид главног астероидног појаса. Приближан пречник астероида је 29,38 ,
а средња удаљеност астероида од Сунца износи 2,978 астрономских јединица (АЈ).
Инклинација (нагиб) орбите у односу на раван еклиптике је 13,371 степени, а орбитални период износи 1877,266 дана (5,139 година). Ексцентрицитет орбите астероида износи 0,152.
Апсолутна магнитуда астероида износи 11,50 а геометријски албедо 0,051.
Астероид је откривен 18. новембра 1981. године.